# Georgina Rizk
Pour les articles homonymes, voir Rizk.
Georgina Rizk (جورجينا رزق), née le 3 janvier ou le 23 juillet 1953 à Beyrouth, est une femme libanaise, qui a été la première Miss Liban à avoir reçu le titre de Miss Univers, en août 1971 à l'âge de 18 ans. 

## Eléments biographiques
Georgina Rizk est née en 1953 à Beyrouth, d'un père libanais chrétien et d'une mère hongroise. 
En août 1971, elle est couronnée Miss Univers au Miami Beach Auditorium de Miami Beach, en Floride. Elle est la première femme du Moyen-Orient/Asie de l’Ouest et du monde arabe, et la quatrième femme d’Asie à avoir reçu ce titre. 
Elle se marie en 1976 avec Ali Hassan Salameh, un militant palestinien (nom de guerre : Abou Hassan), un des chefs de file de l'organisation terroriste Septembre noir et créateur de la Force 17, assassiné par le Mossad en 1979 dans le cadre de l'opération Colère de Dieu, en tant qu'instigateur principal de la prise d'otages et du massacres d'athlètes israéliens aux Jeux Olympiques de Munich en 1972. 
Aujourd'hui, elle est mariée avec le chanteur libanais Walid Toufic.
Elle a été juge pour les concours de Miss Liban. 
En plus de l’arabe, elle parle l’anglais, le français et l’italien. Rizk a déclaré qu’elle avait appris l’italien de sa demi-sœur italienne, la créatrice de mode Felicina Rossi.
Rizk a un neveu maternel canadien, l’acteur Ty Wood. 